# Clube Desportivo da Póvoa
O Clube Desportivo da Póvoa (CD Póvoa, conhecido popularmente como CDP), é uma instituição sem fins lucrativos fundada em 26 de Dezembro de 1943.

## História
A história remonta a uma tarde de domingo, na qual um grupo de jovens, reunidos depois de um jogo de futebol, decidem agitar a actividade desportiva do concelho devolvendo aos poveiros o desporto Rei, fundando um grupo de futebol. Por mais arriscada que a ideia pudesse parecer, o certo é que foi levada adiante e sobre o lema “Ao Serviço do Desporto, da Cultura e da Póvoa”, nasceu o Clube Desportivo da Póvoa. O seu grupo de futebol inscreveu-se, em 1944, na Associação de Futebol do Porto e alcançou gloriosas classificações. A “Taça Eça de Queirós” foi obtida num torneio realizado na Póvoa e foi o seu primeiro troféu. Nos anos 1945, 1947 e 1948, o grupo de futebol do CD Póvoa manteve-se vencedor de série e finalista, conservando ao longo do seu percurso o “onze dos juniores” e, para além das competições oficiais, era constantemente convidado para encontros particulares um pouco por toda a região Norte do país.
No entanto, com o passar dos anos e por motivos alheios à vontade dos seus responsáveis, o CD Póvoa viu-se obrigado a abandonar o futebol. Em contrapartida, abriu-se a novas modalidades. A divisa “Ao Serviço do Desporto, da Cultura e da Póvoa” fazia, agora, ainda mais sentido.
Andebol de Sete, ciclismo, automobilismo, bilhar, ginástica, ballet, natação, hóquei em patins, ténis de mesa, patinagem artística, pesca desportiva, ténis, voleibol, judo, damas e xadrez, constituíram o vasto e diversificado leque de modalidades desportivas que o CD Póvoa colocou à disposição da juventude poveira e nas quais foram alcançados alguns feitos meritórios. A Pesca Desportiva foi, sem dúvida, a que mais vezes elevou o nome do Clube com a conquista de vários títulos nacionais e regionais, com maior incidência nas décadas de 70 e 80. A secção de Damas, uma modalidade já extinta no Clube, foi a primeira modalidade a sagrar-se Campeã a nível nacional, na época 84/85. Também as secções de Voleibol e de Basquetebol, contribuíram brilhantemente para o invejável palmarés que, actualmente, o CDP possui: Título de Campeão Nacional de Basquetebol, em Seniores Femininos, na época 99/00 e a subida à Divisão A2 dos Seniores Masculinos de Voleibol, na época 00/01, acompanhada com o título de Campeões Nacionais da II Divisão. A secção de Atletismo também brindou o Clube com vários títulos nacionais individuais e, por duas vezes, com o título de Campeão Nacional da II Divisão Feminina, nas épocas 99/00 e 00/01.
Mas não foi só à base de resultados desportivos que o sucesso do CDP foi atingido. A construção do pavilhão gimnodesportivo inaugurado nas suas Bodas de Prata, assim como das piscinas, dos courts de ténis e do parque de campismo funcionaram igualmente como um forte estímulo para a continuação do trabalho desenvolvido até então. Num curto espaço de tempo, o Clube Desportivo da Póvoa tornou-se num dos Clubes mais eclécticos do país e numa das associações desportivas mais importantes da nossa região.
E, se dúvidas existissem quanto ao seu valor, estas acabariam por ser dissipadas perante as várias distinções que lhe foram atribuídas: “Medalha de Reconhecimento Poveiro” pela Câmara Municipal da Póvoa de Varzim, em 14 de Dezembro de 1969; “Medalha de Serviços Distintos” pelo Ministério da Educação Nacional reconhecendo os serviços prestados ao desporto; “Medalha de Ouro de Reconhecimento Poveiro”, em 1999.
Contudo, nem só de desporto se ocupou o CDP. Para todos estes gestos de reconhecimento contribuíram, também, em larga escala, iniciativas de âmbito cultural que honrosamente preenchem o historial do Clube. Desde a criação de um Cine-Clube e de uma Biblioteca Associativa, passando pela realização de “Jogos Florais”, Saraus e Recitais de Poesia, até à organização de Festivais Nacionais e Internacionais de Folclore, entre outras. De tudo um pouco foi feito na secção cultural que acabou por ser extinta em 1958.
Durante a última década, o Clube Desportivo da Póvoa foi alvo de uma reestruturação ao nível das suas actividades. A velha questão da precariedade de espaço, que tão cedo começou a atormentar as diferentes Direcções, levou a que o número de modalidades em actividade fosse reduzido.
O CD Póvoa conta agora com dez secções, Hóquei em Patins, Voleibol, Basquetebol, Atletismo, Automobilismo, Futevólei, Escola de Natação, Judo, Dardos e Badminton, mantendo ainda assim a sua polivalência.
Para além dos melhoramentos das infra-estruturas e dos equipamentos do CDP, as secções têm ainda ao seu dispor o Pavilhão Municipal e o Estádio Municipal, sendo este último um garante para a prática do Atletismo.
A sua actividade desenvolve-se sob dois pólos fundamentais: as modalidades desportivas e o Complexo de Piscinas. Com as suas modalidades, proporciona a prática desportiva a mais de 500 atletas. Pela Piscina Interior passam, semanalmente, cerca de 700 alunos da Escola de Natação e centenas de utentes em regime livre. No verão, a Piscina Exterior é frequentada por inúmeras pessoas que aproveitam os benefícios da piscina de água salgada.
Das instalações do CD Póvoa fazem ainda parte a Sede Social (secretaria, auditório e sala de troféus) um Bar, um Pavilhão Gimnodesportivo reconstruído de raíz em 1999 e um Parque de Estacionamento.

## Missão, Visão e Valores
Missão
Fomentar a prática desportiva, como clube eclético que é, formando jovens atletas, numa estreita relação com elevados valores de conduta pessoal e social, incrementando um forte espírito de união, dedicação e luta para atingir altos níveis de competitividade, numa permanente promoção do lazer e da qualidade de vida.
Visão
Ser um clube de referência na formação de jovens atletas, através de um forte empenho no alcance da máxima qualidade, quer ao nível dos recursos humanos quer ao nível das infraestruturas de apoio.
Valores
Consolidar a imagem de espaço de lazer proporcionando mais bem-estar e qualidade de vida:
Esforço: “Desafiar sempre os limites.”
Dedicação: “Entregar-se com alma e coração.”
Persistência: “Nunca desistir sem lutar.”
Energia Positiva: “Acreditar sempre que é possível.”
Competitividade: “Querer ser o melhor de uma forma justa e honesta.”
Pensamento Criativo: “Inovar para transpor obstáculos.”
Disciplina: “Rigor de valores e atitudes.”
Espírito de Equipa: “Um por todos e todos por um.”

## Órgãos Sociais do Clube Desportivo da Póvoa
Triénio 2022-2023-2024
Assembleia-Geral
| Presidente            | Francisco Manuel Pereira     | Sócio n.º 3655 |
| Vice-Presidente       | Alberto Jaime Midões         | Sócio n.º 77   |
| 1º Secretário         | José Ricardo Rodrigues       | Sócio n.º 526  |
| 2º Secretário         | Filipa Raquel Moreira        | Sócio n.º 1977 |
| 1º Secretário Adjunto | José Manuel Ribeiro Teixeira | Sócio n.º 83   |
| 2º Secretário Adjunto | José Miranda Arnaut          | Sócio n.º 379  |

Conselho Fiscal
| Presidente    | Carlos José Henriques | Sócio n.º 2225 |
| 1º Secretário | Mário José Santos     | Sócio n.º 2490 |
| 2º Secretário | José Alberto Coelho   | Sócio n.º 614  |

Direcção
| Presidente      | Sérgio Filipe da Silva Duarte | Sócio n.º 426  |          |                      |                |
| Vice-Presidente | António Manuel Mirra da Costa | Sócio n.º 567  |          |                      |                |
| Director        | José Manuel Dias Teixeira     | Sócio n.º 1299 |          |                      |                |
| Director        | Francisco Eduardo Antunes     | Sócio n.º 2413 |          |                      |                |
| Director        | Paulo Sérgio Almeida          | Sócio n.º 1591 |          |                      |                |
| Director        | Paulo Jorge Cancela           | Sócio n.º 3075 | Director | Nuno Miguel Nogueira | Sócio n.º 2418 |

## Hino do Clube Desportivo da Póvoa
Letra: Caldeira Figueiredo e Tiago Pereira - Música: Tiago Pereira
Estes são os heróis,                                                                     
Que em campo vão defender!                                                  
O mais nobre clube,
Cujo lema é vencer. 
De azul e branco ao peito,
Vestem as mais belas cores.
O desportivo é eleito,
uma escola de valores! 
Desde 43,
É um marco na história.
Agora é a nossa vez,
De continuar em glória... 
'Vamos entrar!'
'Para ganhar!'
'E festejar mais uma vitória.'
'Por ti lutar!'
'Até ao fim!'
'Fazer vibrar, a Póvoa de Varzim.' 
'CDP!'
'CDP!'
'Por ti nós vamos chamar!'
'A vitória nos vais dar!'

## Modalidades
10 são o número de modalidades em funcionamento no CD Póvoa, sendo elas o Atletismo, Automobilismo, Badminton, Basquetebol, Futevólei, Hóquei em Patins, Dardos, Escola de Natação, Judo e Voleibol.  Estas são as modalidades em que o CD Póvoa se evidenciava, no passado também tinhas as modalidades de futebol, ténis de mesa, andebol, ténis, pesca desportiva, patinagem, bilhar e ciclismo.

### Atletismo
Após o desaparecimento desta modalidade no Varzim, algumas individualidades ligadas à Câmara Municipal da Póvoa de Varzim colocaram a hipótese do CDP criar esta secção para manter viva a modalidade no concelho. A existência de atletas de renome internacional pesou na decisão levando o Desportivo a aceitar o desafio e lançar uma nova modalidade no Clube. Os resultados desportivos alcançados nessa temporada confirmaram as expectativas criadas pelos responsáveis do Clube: Quatro títulos de Campeão Regional de Estafetas em seniores femininos e juniores masculinos e seis títulos individuais de Campeão Regional distribuídos pelas diferentes categorias. Esta foi uma prestação notável dos atletas que colocou o CDP como uma das melhores equipas ao nível nacional. Até hoje, o Clube tem se destacado pelos bons resultados. O sexto lugar, conquistado em 2000, na I Divisão Feminina, foi muito importante para o Clube assim como as dezenas de títulos de Campeão Nacional alcançados pelas suas atletas. Fátima Silva é, sem dúvida, uma das referências e um exemplo de dedicação profunda à modalidade. A atleta foi e será sempre um exemplo a seguir no atletismo pela sua perseverança, coroada diversas vezes com o título de Campeã Nacional de Maratona. Actualmente, as infra-estruturas do Estádio Municipal, com uma das melhores pistas de atletismo a nível nacional, oferecem óptimas condições de treino a todos os seus atletas e permitem a captação de mais jovens para esta modalidade.

### Automobilismo
O passado do automobilismo fica marcado pelo desaparecimento da secção no CDP em meados da década de 70. A partir daí, registaram-se algumas tentativas de reactivar a modalidade, mas foi somente em 1995 que o automobilismo regressou ao Clube. Após um período conturbado para readquirir o alvará, este foi finalmente conseguido no ano de 1995, aprovado pela Assembleia Geral da Federação e como sócio efectivo, o que permitia ao Clube organizar todo o tipo de provas. No primeiro ano de existência, e dado o pouco conhecimento da realidade automobilística da época, foi proposto à Direcção apenas o auxílio a outros Clubes na organização das suas provas. Desde o ano de 2003 o Clube conseguiu os direitos de organização de duas provas para o Campeonato Nacional de Rally. No mesmo ano, reiniciou-se a organização do Rally Aniversário do Clube. Para além destas provas, a secção promoveu eventos como exposições e passeios em automóveis antigos. A secção destacou-se ainda pela organização da “Super Especial do Rally Casino da Póvoa” em parceria com a Câmara Municipal da Póvoa de Varzim e que atraía verdadeiras multidões à cidade. Depois de breve interregno desde 2006, a secção de Automobilismo ressurge em 2008 revigorada, apresentando-se com a Especial Slalom da Póvoa de Varzim, pelas mãos da coordenadora Maria Luísa Ferreira e a sua valorosa equipa.

### Badminton
Resumo brevemente...

### Basquetebol
Armando Frias, antigo praticante de Basquetebol e, na altura, director do Desportivo, aproveitou a experiência dos Jogos Juvenis e decidiu formar no CDP uma equipa federada de Basquetebol. Nascia, assim, na época 71/72 uma nova modalidade no Clube que nos anos seguintes viria a desenvolver-se consideravelmente. No final de 1971, graças ao contributo do atleta Dimas Pinto, surge o Mini-Basquetebol que, mais tarde, dará origem à primeira equipa de iniciados do CDP dirigida pelo Prof. Rios da Fonseca. A partir daqui, a secção não mais parou de evoluir, tendo sido criado, em 1973, o basquetebol feminino sobre a orientação de Dimas Pinto e, posteriormente, de Victor Guimarães que veio dar continuidade ao projecto. Neste sector, o Clube passa a gozar de um estatuto de grande relevo no contexto da A.B. Porto. Em 1975, a secção englobava já oito equipas federadas distribuídas pelos escalões masculinos e femininos. No entanto, a este súbito crescimento da secção seguiu-se um período crítico, assinalado pela falta de estruturas, por problemas no quadro técnico e no sector administrativo, que até então “sobrevivia” graças à boa vontade de José Francisco, um jovem que ganhara muita experiência na organização dos Jogos Juvenis. A situação complica-se ainda mais entre 1975 e 1976, com a saída de alguns dos grandes entusiastas, uns para cumprir o serviço militar, outros para ingressar na universidade, estando neste último grupo incluído Dimas Pinto. O Basquetebol do Desportivo da Póvoa registava, assim, um retrocesso motivado essencialmente pela falta de quadros técnicos. Entretanto, das ex-colónias surgiram atletas que pelas suas qualidades técnicas e que acabaram vieram prestigiar a modalidade e pessoas interessadas em reavivar os quadros técnicos da secção. Ultrapassadas as dificuldades, novas condições foram criadas para um longo e vigoroso processo de crescimento. O número de jovens interessados na modalidade era de tal forma elevado que, durante alguns anos, também o Varzim apresentou algumas equipas em competição. No CDP, o Basquetebol assumiu-se como uma das modalidades mais importantes, pelos feitos que foi conquistando ao nível distrital e nacional. As décadas de 80 e 90 foram brindadas com inúmeros títulos. Mas é na época época 1999/2000, que o Desportivo da Póvoa vive aquele que foi, certamente, um dos momentos mais marcantes e um dos maiores êxitos obtidos em todo historial do Clube: o título de Campeão Nacional da I Divisão em Seniores Femininos. Até hoje, o Basquetebol é a modalidade que assume pretender obter resultados competitivos nos mais altos escalões, usufruindo a médio e a longo prazo dos talentos formados nos escalões inferiores. Ao longo dos anos várias foram as pessoas que estiveram ligadas à secção de basquetebol, das quais de podem destacar José Ricardo como treinador, Dimas Pinto pelas qualidades humanas e técnicas, Alberto Midões pela sua perspectiva abrangente em relação ao Clube e à secção, Luís Gonzaga, pelo seu trajecto como treinador e coordenador e Fernando Araújo, pelo exemplo que deu como jogador de basquetebol. Entre muitos outros que fizeram e ainda vão fazer história.

### Dardos
Resumo brevemente...

### Escola de Natação
Funciona no Complexo de Piscinas do Clube, com duas piscinas interiores ( uma para crianças e outra de 25 metros ), tem como finalidade o ensino da natação dos 2 aos 99 anos assim como manutenção física. Promove a actividade lúdica no meio aquático. É a secção que movimenta maior numero de pessoas, sendo constituída por 12 Professores e um Coordenador.

### Hóquei em Patins
A apresentação da mesma aconteceu na tarde do dia 10 de Dezembro, num jogo contra a Selecção de Braga, o qual perdeu por 1-17. Um resultado que reflectia a inexperiência do clube azul e branco. O torneio contou com a presença das equipas mais significativas do Norte e deslumbrou a juventude local que aderiu em massa à modalidade. Para a história fica a constituição da primeira equipa poveira de hóquei: António Rodrigues (capitão), Rodrigo Lobo, Fernando Ribeiro, Carlos Flores, Joaquim Santos e António Araújo. Após a filiação na Associação de Patinagem do Minho, foi nomeado responsável pela secção de Hóquei o associado Joaquim Terroso Pereira Dias. A Taça d’Honra da Associação de Patinagem do Minho foi a primeira competição oficial da equipa do CDP e a primeira vitória foi alcançada no ringue das Taipas, contra o Vitória Sport Clube, por 0-5. No ano de 1955, o Desportivo passa a ser filiado da Associação de Patinagem do Norte. A modalidade, muito acarinhada pelos poveiros, foi crescendo de ano para ano e novos escalões foram criados: os juniores e as escolas de hóquei. Nos anos 60, a secção sofre um abrandamento, voltando a entrar em franco desenvolvimento nas épocas seguintes, recheadas de excelentes resultados, tendo atingido o auge com a subida de divisão. Um feito que acabou por não se tornar realidade, devido à saída de um considerável número de atletas para clubes com meios económicos mais fortes. A secção continuou em actividade com os escalões iniciais, tendo os juniores se distinguido em 1983 com o apuramento para a fase final do Campeonato Nacional da categoria e os iniciados obtido o título de Campeões Regionais na época 83/84. Na década de 89 é de realçar a chamada de alguns jogadores juniores e juvenis à Selecção Nacional e à Selecção da Associação de Patinagem do Norte. Em 1996, previa-se o reaparecimento de uma equipa sénior formada por antigos jogadores do Clube, todavia, as obras no pavilhão gimnodesportivo impediram a sua concretização. Na verdade, o Hóquei viveu um período difícil devido à reestruturação do pavilhão gimnodesportivo, na medida em que deixou de haver condições para treinar. Os treinos forma realizados em outros locais e os jogos no Pavilhão de Paredes. Presentemente, a estabilidade da modalidade, fruto da intensa entrega do ex-coordenador António Padrão, traduz-se na existência dos diversos escalões. Na época 2014/2015 a Equipa Senior de Hóquei em Patins atinge o patamar mais elevado da competição, disputando a 1ª Divisão Nacional. No momento, está a competir na 2ª Divisão Nacional de Hóquei em Patins.

### Futevólei
Secção foi formada em 2012 pelo atleta Carlos Baptista, com a colaboração de outros atletas, de modo a promover e elevar o nome do CD Póvoa a nível Nacional e Internacional no Futevólei. Desde que a secção foi formada o CD Póvoa já conquistou inúmeras etapas de Futevólei alcançando 3 títulos consecutivos de campeão nacional, e nos últimos 2 anos conquista o pódio por completo. É o Clube Nacional com o maior numero de duplas e atletas. Na fase final do Campeonato Nacional 2013 e 2014 conseguiu apurar 6 duplas em 12 possíveis. O atleta mais jovem a participar na fase final do Campeonato Nacional de Futevólei 2014 foi também do CD Póvoa, Victor Vilaça com apenas 21 anos. Distinguidos pela qualidade das suas performances e pelo seu profissionalismo os atletas do CD Póvoa não representam apenas as cores do seu Clube mas também as cores de todos os portugueses, a Selecção Nacional.

### Judo
A secção de Judo surge no final do ano de 2013 com o regresso de dois Judocas às origens. Estiveram em Coimbra, onde praticaram durante anos a fio, sob a orientação do Mestre Fausto Carvalho (7º DAN), referência no Judo nacional, que já teve três presenças nos Jogos Olímpicos. Deparados com a falta de lugares para a prática do Judo na Póvoa de Varzim, resolveram por “pés ao caminho” para a divulgação e desenvolvimento da modalidade na Cidade. O Clube Desportivo da Póvoa acolheu carinhosamente a modalidade, que aliás, já teria feito parte do vasto e diversificado leque de modalidades desportivas que o Clube colocou à disposição da juventude poveira. Aliar uma modalidade com um elevado valor educativo a um Clube com História e Futuro no desporto da Póvoa de Varzim, deslumbra um caminho que com toda a certeza queremos percorrer. A secção de Judo do CD Póvoa é coordenada e orientada tecnicamente por Sérgio Morais (2º DAN) e Nídia Adriano (1º DAN) e tem como treinador responsável o Mestre Fausto Carvalho (7º DAN).

### Voleibol
Foi com uma equipa de seniores masculinos que o CDP participou, pela primeira vez, numa prova oficial, designadamente, no Campeonato Regional da II Divisão. O historial desta modalidade nos primeiros anos de existência foi construído entre títulos e descidas de Divisão. Em 1951 e 1953, conquistam o título de Campeão Nacional da II Divisão, tendo no ano seguinte descido de divisão. Em 1956, regressam à II Divisão, vencem o campeonato mas, um ano depois, descem novamente de escalão, aí permanecendo até 1962. Entretanto, o ano de 1964 acaba por se tornar histórico para a secção de Voleibol e para o Clube, com a formação de uma equipa feminina. Os anos que se seguiram foram de franco desenvolvimento da modalidade. Na época 68/69, os seniores masculinos vencem o Campeonato Regional da II Divisão e, posteriormente, atingem o 2º lugar no Nacional da II Divisão. Por sua vez, a equipa feminina alcança um excelente 3º lugar no Campeonato Nacional da I Divisão, tendo apenas sido derrotada pelas consagradas equipas das “Marias” do Benfica e do Leixões. Estava, desta forma, consolidada a modalidade no Clube e, durante as décadas seguintes, foram vários os títulos de campeões nacionais e regionais obtidos pelos diferentes escalões. Nos anos 90, destacam-se os títulos de Campeão Distrital e vencedor da Taça do 53º Aniversário da Associação de Voleibol do Porto em Seniores Femininos e de Campeão Nacional da III Divisão em seniores masculinos. O êxito mais recente verificou-se na época 07/08, com os seniores masculinos a sagrarem-se Campeões Nacionais da II Divisão e a subirem à Divisão A2, sob a orientação do técnico e coordenador da secção Edgar Silva. Actualmente, a Secção de Voleibol do Clube Desportivo da Póvoa tem como objectivo primordial a formação de jogadores de qualidade com o objectivo de integrarem a sua equipa sénior. Pretende-se, numa primeira fase, o aumento do número de praticantes, para assegurar a existência de todos os escalões tanto no sector feminino, como no masculino. Numa segunda fase, procura-se o aumento da qualidade dos atletas formados e que as equipas do Clube passem a estar regularmente nas fases finais dos Campeonatos Nacionais. Para conseguir estes objectivos, a Secção de Voleibol pretende melhorar cada vez mais a qualidade dos seus treinadores e criar uma estrutura dirigente que acompanhe de perto todas as equipas da Secção.